# Wrótka nad Tunelem
Wrótka nad Tunelem (niem. Apostelscharte D, słow. Vrátka nad tunelom, węg. Alagút feletti kapu, ok. 1950 m) – przełęcz w Grani Apostołów w polskich Tatrach Wysokich. Znajduje się między Apostołem V i Apostołem IV.
Jest to głęboko wcięta przełęcz o kształcie litery U. Obydwie wznoszące się nad nią turnie opadają na przełęcz pionowymi uskokami. Na południowy zachód opada z przełęczy do Marusarzowego Żlebu trawiasty żlebek. Są w nim lite, niewysokie progi. Na północ, do Apostolskiej Depresji, opada bardzo stroma depresja o deniwelacji około 80 m. W jej najwyższej części znajduje się komin z zaklinowanym głazem. Pod głazerm tym komin ma formę tunelu i stąd pochodzi nazwa przełęczy. Tunel ma wysokość około 5 m i jest bardzo ciasny (jak zacisk jaskiniowy).
Wejście na przełęcz z Marusarzowego Żlebu jest łatwe (I w skali tatrzańskiej, 10 min). Wejście z Apostolskiej Depresji jest trudniejsze (V, 1 godz.). Obecnie jednak rejon ten znajduje się w zamkniętym dla turystów i taterników obszarze ochrony ścisłej Tatrzańskiego Parku Narodowego i TANAP-u. Na zachodnich (polskich) zboczach Żabiej Grani taternictwo można uprawiać na południe od Białczańskiej Przełęczy.
Autorem nazwy przełęczy jest Władysław Cywiński.